# 育猫パズル にゃら通
『育猫パズル にゃら通』（いくねこパズル にゃらつう）は、有限会社メイキングより提供されているブラウザゲーム。
2020年1月現在、Yahoo!モバゲー、mixi、ゲソてん、ニコニコアプリ、Mobage、ハンゲームなどで配信されている。Yahoo!モバゲー版のみ、『育猫パズル にゃ・ら・ら』のタイトルで提供。

## 概要
内容は猫を育てるパズルゲーム（マッチ3ゲーム）であり、経験値をためてレベル（ごしゅじんレベル）を上げる事でより多くのスコアを獲得できるようになる。また、レベル別の週間ランキングが存在し、順位に応じて報酬を得ることができる。猫はゲーム内のガチャで入手し、ゲームプレイに有利なアイテムも存在する。
デイリーミッションや、スタンプカードなどのクエストも存在する。

## 歴史
2017年
- 4月10日 - Yahoo!モバゲーにて『育猫パズルにゃ・ら・ら』のタイトルでサービス開始。
- 7月3日 - mixiにてサービス開始。
- 7月18日 - ゲソてんにてサービス開始。
- 8月23日 - ニコニコアプリにてサービス開始。
- 12月12日 - Mobageにてサービス開始。

2018年
- 7月4日 - ごしゅじんレベルの上限が50から70まで解放。
- 7月7日 - スタンプカードのNo.11から16を追加。難易度の高いスタンプのレベルを緩和。
- 10月11日 - プレミアムガチャに猫10匹分でさらに1匹を獲得することのできる10連＋1機能が追加。

2019年
- 3月1日 - スタンプカードのNo.17から20を追加。